# Michel Graillier
Michel Graillier est un pianiste de jazz français, né le 18 octobre 1946 à Lens (Pas-de-Calais) et mort le 11 février 2003 à Paris 14e.

## Biographie
De 4 à 18 ans, Michel Graillier apprend le piano classique à Lens. Adolescent, c'est pourtant à la batterie qu'il se produit pour la première fois sur scène avec un groupe yéyé amateur, les Chaps.
Après les classes préparatoires, il intègre l'ISEN à Lille, école d'ingénieurs où il rencontre le contrebassiste Didier Levallet, qui lui fait découvrir le jazz. En 1968, diplôme d'ingénieur électronicien en poche, il s'installe à Paris. On peut l'entendre en club, notamment au « Caméléon » en trio avec Aldo Romano et Jean-François Jenny-Clark. Il enregistre avec Steve Lacy en 1969. Il accompagne pendant trois ans le violoniste Jean-Luc Ponty. Son premier disque en tant que leader, Agartha, paraît en 1970 ; il y est accompagné par Alby Cullaz et Bernard Lubat. La même année, il participe au groupe Piano Puzzle avec Georges Arvanitas, René Urtreger et Maurice Vander. Puis, à la suite de « problèmes personnels », il arrête un temps la musique.
En 1972, il est contacté par le batteur Christian Vander qui l'engage dans son groupe « Magma », où il tiendra les claviers pendant deux ans. Sur certains albums de Magma, il est mentionné sous son « nom kobaïen » : Tsoï  Menekaah. Il joue ensuite avec Christian Escoudé, François Jeanneau. Pendant plusieurs années, il est pianiste régulier du club « Riverbop », où il a l'occasion d'accompagner de nombreux musiciens dont des Américains de passage (Philly Joe Jones, Steve Grossman, etc.). Il se produit ensuite au « Dréher » et au « Magnetic Terrasse », notamment en trio avec Alby Cullaz et Christian Vander, mais aussi avec Barney Wilen ou Jacques Pelzer.
En 1977, Jacques Pelzer, dont Michel Graillier épousera la fille Micheline, qui joue de la batterie, présente Michel Graillier à Chet Baker. Pendant presque dix ans, Michel Graillier va régulièrement accompagner le trompettiste.
Il joue par ailleurs avec Éric Le Lann, Philip Catherine, Jacques Thollot, Richard Raux, Jean-Pierre Debarbat, Alain Jean-Marie, Paolo Fresu ou Pharoah Sanders. Il se produit aussi régulièrement en duo avec le contrebassiste Riccardo Del Fra, ou en trio avec Alby Cullaz et Simon Goubert.
Au cours de sa carrière, il a aussi accompagné les chanteurs Julos Beaucarne, Jacques Bertin, Maxime le Forestier, Eddy Mitchell et les chanteuses Stéphanie Crawford, Elisabeth Caumont et Stella Vander.
Il meurt le 11 février 2003.

## Style
Selon Michel Graillier, parmi les pianistes ayant eu une grande influence sur lui figurent Bud Powell, Bill Evans et McCoy Tyner, puis un peu plus tard Herbie Hancock, dans le quintet de Miles Davis.
Mais Michel Graillier a aussi déclaré à propos de ces influences : 

« Bien sûr, les influences existent, mais ce n’est pas la peine d’en parler, elles font partie de l’évolution normale de n’importe quel musicien. Un musicien part simplement de l’envie de jouer, sans connaître le langage. Il est donc bien obligé d’apprendre le langage que d’autres connaissent depuis des dizaines d’années et qu’ils rendent de plus en plus intelligible : alors on apprend cela comme un gosse apprend à écrire. [...] En fait, l'influence des grands pianistes ou des grands musiciens c’est surtout de montrer comment on peut trouver soi-même ce qu’on a à dire. »

Dans une courte autobiographie, Michel Graillier avait choisi de citer une phrase de Pascal Anquetil (Le Monde la Musique) relative à son style : « Il flotte dans toute sa musique une espèce de brume propice au rêve et aux dérives douces. Un climat de paix retrouvée que l'on ressent parfois sans savoir trop pourquoi pendant certaines nuits d'été. »
Pour Xavier Prévost, Michel Graillier « construit un discours d'intériorité, de respiration, qui sait faire place au silence ».

## Distinctions
- 1978 : prix Django-Reinhardt de l'Académie du jazz
- 1983 : grand prix de l'Académie Charles-Cros, jazz
- 2000 : grand prix du disque
- 2000 : prix Boris-Vian de l'Académie du jazz

## Discographie[6]
- 1970 : Pianos puzzle, Saravah, réédité en 1991
- 1970 : Agartha, Saravah
- 1976 : Ad lib, Musica 3010
- 1976 : Libra
- 1978 : In a spring way
- 1979 : Toutes ces choses, Open
- 1981 : Dream drops, OWL Records, réédité en 1992
- 1991 : Oiseaux de nuit en duo avec Alain Jean-Marie, Chant du Monde, édité en 2004
- 1991 : Fairly - The Complete Session, Chant du Monde, réédité en 2005
- 1991 : Fairly, Chant du Monde
- 1991 : Portrait in black and white en duo avec Alain Jean-Marie, Emarcy, réédité en 2005
- 1996 : Sweet smile, réédité par Sketch en 2006
- 2000 : Soft talk, Sketch
- 2013 : Live au Petit Opportun, ExTension (enregistrement 1996-1999)